# Taym ibn Murra
Taym ibn Murra fou una branca del quraixites descendents de Taym ibn Murra ibn Kab ibn Luayy ibn Ghàlib ibn Fihr. Abans de l'islam feren part de l'aliança mequesa dels Mutayyabun i després de la dels Hilf al-Fudul ajustada a la mort d'Abd-Al·lah ibn Judan, el cap de la tribu a l'inici de l'islam. Amb l'islam les famílies principals quraixites van fer fortuna sovint mercès a l'agricultura en terrenys donats pel Profeta i un membre de la tribu de nom Talha, va ser el primer a sembrar blat a Medina i va aconseguir beneficis fabulosos. Un membre de la tribu fou governador de la Meca sota Úmar ibn al-Khattab; un altre ho fou d'Egipte (Muhàmmad ibn Abi-Bakr as-Siddiq el 658) per compte d'Alí ibn Abi-Tàlib; un altre, fill de Talha i cosí de Muàwiya ibn Abi-Sufyan, va administrar el kharaj de Khorasan i un altre, net de Talha, el kharaj de Kufa; encara altres foren governadors de Bàssora i de Fars. Diversos membres van exercir funcions elevades com cadis principalment a Bàssora i Medina, o altres funcions (per exemple a Kufa). Van donar suport als Ibn az-Zubayr o zubayrites.